# M Countdown
M Countdown (coréen : 엠 카운트다운) est une émission de télévision sud-coréenne diffusée sur Mnet et animée par Sung Han-bin et Myung Jaehyun. Cette émission est diffusée tous les jeudis à 18h00. L'émission est diffusée également en direct en Chine, Hong Kong, Japon, Philippines, États-Unis, Taiwan, Malaisie, Singapour et d'autres pays.

## Présentateurs

### MC Fixe
- Tony An (en) et Shin So-yul (en) (10 mars 2011 – 23 août 2012)
- Lee Hong-ki (30 août 2012 – 13 décembre 2012)
- Kim Woo-bin (15 août 2013 – 13 février 2014)
- Ahn Jae-hyun (en) et Jung Joon-young (27 février 2014 – 20 novembre 2014)
- Lee Jung-shin, Key, BamBam et Jinyoung (19 mars 2015 – 3 mars 2016)
- Lee Jung-shin et Key (17 mars 2016 – 8 septembre 2016)
- Key (22 septembre 2016 – 13 avril 2017)
- Lee Dae-hwi (en) et Han Hyun-min (en) (4 avril 2019 – 4 février 2021)[1]
- Miyeon et Nam Yoon-soo (ko) (18 février 2021 – 19 février 2023)[2]
- Miyeon et Joohoney (23 février 2023 - 20 juillet 2023)
- Miyeon et Sung Han-bin (7 septembre 2023 - 16 novembre 2023)
- Sung Han-bin, Myung Jae-hyun et Sohee (RIIZE) (11 janvier 2024 - présent) [3]

De décembre 2012 à août 2013 et d'avril 2017 à mars 2019, l'émission est présentée par différents artistes qui sont invités chaque semaine.

### MC Spécial

#### 2023
- 3 août : Kim Jiwoong, Zhang Hao et Sung Hanbin
- 10 août : Ryujin et Chaeryeong
- 24 août : Sieun et ISA
- 31 août : Miyeon et Johnny
- 14 septembre et 21 septembre : Sung Han-bin, Jaehyun et Sohee (RIIZE)

## Liste des vainqueurs

### 2004
| Épisode | Date         | Artiste                  | Chanson                  | Points                   |
| ------- | ------------ | ------------------------ | ------------------------ | ------------------------ |
| 1       | 29 juillet   | BoA                      | "My Name"                | 950                      |
| 2       | 5 août       | TVXQ                     | "The Way U Are"          |                          |
| 3       | 12 août      | TVXQ                     | "The Way U Are"          |                          |
| 4       | 19 août      | TVXQ                     | "The Way U Are"          |                          |
| 5       | 26 août      | Se7en                    | "Passion"                |                          |
| 6       | 2 septembre  | Se7en                    | "Passion"                |                          |
| 7       | 9 septembre  | Se7en                    | "Passion"                |                          |
| 8       | 16 septembre | Lee Seung-chul           | "Long Day"               |                          |
| 9       | 23 septembre | Lee Seung-chul           | "Long Day"               | 909                      |
| 10      | 30 septembre | Shinhwa                  | "Brand New"              | 924                      |
| 11      | 7 octobre    | Shinhwa                  | "Brand New"              | 964                      |
| 12      | 14 octobre   | Shinhwa                  | "Brand New"              | 971                      |
|         | 21 octobre   | Pas d'émission / gagnant | Pas d'émission / gagnant | Pas d'émission / gagnant |
| 13      | 28 octobre   | Lee Soo-young (en)       | "Hwilili"                |                          |
| 14      | 4 novembre   | Rain                     | "It's Raining"           |                          |
| 15      | 11 novembre  | Rain                     | "It's Raining"           |                          |
|         | 18 novembre  | Pas d'émission / gagnant | Pas d'émission / gagnant | Pas d'émission / gagnant |
| 16      | 25 novembre  | TVXQ                     | "Believe"                |                          |
| 17      | 2 décembre   | TVXQ                     | "Believe"                |                          |
| 18      | 9 décembre   | TVXQ                     | "Believe"                |                          |
| 19      | 16 décembre  | Wheesung                 | "Incurable"              |                          |
| 20      | 23 décembre  | Wheesung                 | "Incurable"              |                          |
|         | 30 décembre  | Pas d'émission / gagnant | Pas d'émission / gagnant | Pas d'émission / gagnant |

### 2005
| Épisode | Date         | Artiste            | Chanson                      | Points |
| ------- | ------------ | ------------------ | ---------------------------- | ------ |
| 21      | 6 janvier    | MC the Max (en)    | "Don't Say You're Happy"     |        |
| 22      | 27 janvier   | g.o.d              | "An Ordinary Day"            |        |
| 23      | 3 février    | MC the Max (en)    | "Don't Say You're Happy"     |        |
| 24      | 17 février   | Chae Yeon (en)     | "Two of Us"                  |        |
| 25      | 24 février   | Chae Yeon (en)     | "Two of Us"                  |        |
| 26      | 3 mars       | Tei (en)           | "Love Is... Only One"        |        |
| 27      | 17 mars      | Jo Sungmo (en)     | "Mr Flower"                  |        |
| 28      | 31 mars      | Buzz (en)          | "Coward"                     |        |
| 29      | 7 avril      | Buzz (en)          | "Coward"                     |        |
| 30      | 21 avril     | Buzz (en)          | "Coward"                     |        |
| 31      | 28 avril     | Jewelry (en)       | "Super Star"                 |        |
| 32      | 26 mai       | Shin Hye-sung (en) | "Same Idea"                  |        |
| 33      | 23 juin      | Yoon Do-hyun (en)  | "I Think I Loved You"        |        |
| 34      | 30 juin      | MC Mong (en)       | "Invincible"                 |        |
| 35      | 7 juillet    | Buzz (en)          | "Leaving on a Journey to Me" |        |
| 36      | 28 juillet   | BoA                | "Girls on Top"               |        |
| 37      | 15 septembre | SS501              | "Never Again"                | 900    |
| 38      | 13 octobre   | TVXQ               | "Rising Sun"                 | 942    |
| 39      | 27 octobre   | Lee Min-woo (en)   | "Bump"                       |        |

### 2006
| Épisode | Date         | Artiste             | Chanson                      | Points |
| ------- | ------------ | ------------------- | ---------------------------- | ------ |
| 40      | 5 janvier    | SS501               | "Snow Prince"                | 925    |
| 41      | 19 janvier   | SS501               | "Snow Prince"                | 945    |
| 42      | 2 février    | MC the Max (en)     | "We Love To Be Hurt"         | 917    |
| 43      | 16 février   | Fly to the Sky (en) | "Like a Man"                 | 898    |
| 44      | 2 mars       | Lee Seung Gi        | "Words that are Hard to Say" | 943    |
| 45      | 16 mars      | Lee Hyori           | "Get Ya!"                    | 943    |
| 46      | 30 mars      | Lee Seung Gi        | "Words that are Hard to Say" | 915    |
| 47      | 27 avril     | Se7en               | "I Know"                     | 936    |
| 48      | 11 mai       | SG Wannabe          | "Partner For Life"           | 911    |
| 49      | 18 mai       | SG Wannabe          | "Partner For Life"           | 905    |
| 50      | 1er juin     | Buzz (en)           | "Don't Know Men"             | 902    |
| 51      | 22 juin      | Shinhwa             | "Once In A Lifetime"         | 909    |
| 52      | 6 juillet    | Super Junior        | "U"                          | 914    |
| 53      | 20 juillet   | Super Junior        | "U"                          | 931    |
| 54      | 3 août       | SG Wannabe          | "I Love You"                 | 912    |
| 55      | 17 août      | SG Wannabe          | "I Love You"                 | 890    |
| 56      | 31 août      | Super Junior        | "Dancing Out"                | 910    |
| 57      | 14 septembre | PSY                 | "Entertainer"                | 922    |
| 58      | 28 septembre | Lee Seung Gi        | "Please"                     | 904    |
| 59      | 12 octobre   | Lee Seung Gi        | "Please"                     | 914    |
| 60      | 26 octobre   | TVXQ                | ""O"-Jung.Ban.Hap"           | 943    |
| 61      | 9 novembre   | TVXQ                | ""O"-Jung.Ban.Hap"           | 941    |
| 62      | 7 décembre   | TVXQ                | "Ballons"                    | 902    |
| 63      | 21 décembre  | SG Wannabe          | "Song of Love"               | 885    |

### 2007
| Épisode | Date         | Artiste             | Chanson                        | Points |
| ------- | ------------ | ------------------- | ------------------------------ | ------ |
| 64      | 4 janvier    | Son Hoyoung (en)    | "Love Brings Separation"       | 868    |
| 65      | 18 janvier   | SS501               | "4 Chance"                     | 879    |
| 66      | 1er février  | SS501               | "4 Chance"                     | 883    |
| 67      | 15 février   | Epik High           | "Fan"                          | 951    |
| 68      | 1er mars     | Epik High           | "Fan"                          | 936    |
| 69      | 15 mars      | Epik High           | "Fan"                          | 931    |
| 70      | 29 mars      | IVY (en)            | "Sonata of Temptation"         | 919    |
| 71      | 26 avril     | SG Wannabe          | "Arirang"                      | 933    |
| 72      | 10 mai       | IVY (en)            | "If You're Gonna Be Like This" | 930    |
| 73      | 24 mai       | SG Wannabe          | "One Summer's Day Dream"       | 919    |
| 74      | 7 juin       | The Grace           | "OneMore Time, OK?"            | 903    |
| 75      | 21 juin      | Yangpa              | "Love.. What is it?"           | 897    |
| 76      | 5 juillet    | SeeYa (en)          | "Love Greeting"                | 942    |
| 77      | 19 juillet   | FTISLAND            | "Love Sick"                    | 897    |
| 78      | 26 juillet   | FTISLAND            | "Love Sick"                    | 876    |
| 79      | 16 août      | Fly to the Sky (en) | "My Angel"                     | 896    |
| 80      | 30 août      | SeeYa (en)          | "Shall We Marry"               | 887    |
| 81      | 13 septembre | Lee Seung Gi        | "White Lie"                    | 840    |
| 82      | 27 septembre | BIGBANG             | "Lies (en)"                    | 929    |
| 83      | 11 octobre   | Girls' Generation   | "Into the New World"           | 889    |
| 84      | 25 octobre   | BIGBANG             | "Lies (en)"                    | 898    |
| 85      | 1er novembre | Super Junior        | "Don't Don (en)"               | 951    |
| 86      | 8 novembre   | Wonder Girls        | "Tell Me (en)"                 | 900    |
| 87      | 6 décembre   | Girls' Generation   | "Girls' Generation (en)"       | 932    |
| 88      | 20 décembre  | Girls' Generation   | "Girls' Generation (en)"       | 885    |

### 2008
| Épisode | Date         | Artiste           | Chanson                       | Points |
| ------- | ------------ | ----------------- | ----------------------------- | ------ |
| 89      | 17 janvier   | BIGBANG           | "Last Farewell (en)"          | 939    |
| 90      | 31 janvier   | SeeYa (en)        | "Sad Footsteps"               | 914    |
| 91      | 14 février   | Girls' Generation | "Kissing You (en)"            | 927    |
| 92      | 28 février   | Girls' Generation | "Kissing You (en)"            | 965    |
| 93      | 13 mars      | Jewelry (en)      | "One More Time"               | 924    |
| 94      | 27 mars      | Gummy             | "I'm Sorry"                   | 916    |
| 95      | 10 avril     | Girls' Generation | "Baby Baby (en)"              | 919    |
| 96      | 24 avril     | Lee Seung Gi      | "I'll Give You My Everything" | 949    |
| 97      | 8 mai        | MC Mong (en)      | "Circus"                      | 912    |
| 98      | 22 mai       | MC Mong (en)      | "Circus"                      | 943    |
| 99      | 12 juin      | MC Mong (en)      | "Circus"                      | 923    |
| 100     | 19 juin      | Taeyang           | "Look Only At Me"             | 936    |
| 101     | 26 juin      | Taeyang           | "Look Only At Me"             | 951    |
| 102     | 3 juillet    | Taeyang           | "Look Only At Me"             | 942    |
| 103     | 10 juillet   | Wonder Girls      | "So Hot (en)"                 | 939    |
| 104     | 17 juillet   | Wonder Girls      | "So Hot (en)"                 | 945    |
| 105     | 24 juillet   | Wonder Girls      | "So Hot (en)"                 | 944    |
| 106     | 31 juillet   | Lee Hyori         | "U-Go-Girl"                   | 944    |
| 107     | 14 août      | Lee Hyori         | "U-Go-Girl"                   | 939    |
| 108     | 21 août      | Lee Hyori         | "U-Go-Girl"                   | 936    |
| 109     | 28 août      | BIGBANG           | "Day by Day (en)"             | 950    |
| 110     | 4 septembre  | BIGBANG           | "Day by Day (en)"             | 955    |
| 111     | 11 septembre | BIGBANG           | "Day by Day (en)"             | 946    |
| 112     | 18 septembre | SHINee            | "Love Like Oxygen"            | 921    |
| 113     | 25 septembre | BIGBANG           | "Day by Day (en)"             | 960    |
| 114     | 2 octobre    | FTISLAND          | "After Love"                  | 939    |
| 115     | 9 octobre    | TVXQ              | "Mirotic (en)"                | 950    |
| 116     | 23 octobre   | TVXQ              | "Mirotic (en)"                | 952    |
| 117     | 30 octobre   | TVXQ              | "Mirotic (en)"                | 963    |
| 118     | 6 novembre   | Rain              | "Rainism"                     | 933    |
| 119     | 27 novembre  | Rain              | "Rainism"                     | 939    |
| 120     | 4 décembre   | BIGBANG           | "Sunset Glow (en)"            | 949    |

### 2009
| Épisode | Date         | Artiste            | Chanson             | Points |
| ------- | ------------ | ------------------ | ------------------- | ------ |
| 121     | 8 janvier    | SS501              | "U R Man"           | 938    |
| 122     | 15 janvier   | SS501              | "U R Man"           | 928    |
| 123     | 22 janvier   | Seungri            | "Strong Baby"       | 953    |
| 124     | 5 février    | Seungri            | "Strong Baby"       | 946    |
| 125     | 19 février   | Seungri            | "Strong Baby"       | 951    |
| 126     | 26 février   | Seungri            | "Strong Baby"       | 942    |
| 127     | 5 mars       | Kara               | "Honey"             | 933    |
| 128     | 12 mars      | Kara               | "Honey"             | 960    |
| 129     | 26 mars      | Kara               | "Honey"             | 953    |
| 130     | 2 avril      | Davichi            | "8282"              | 961.4  |
| 131     | 9 avril      | Super Junior       | "Sorry, Sorry (en)" | 968    |
| 132     | 16 avril     | Son Dambi          | "Saturday Night"    | 948.1  |
| 133     | 23 avril     | Super Junior       | "Sorry, Sorry (en)" | 958    |
| 134     | 30 avril     | Davichi            | "8282"              | 956.2  |
| 135     | 7 mai        | 2PM                | "Again & Again"     | 970.2  |
| 136     | 14 mai       | 2PM                | "Again & Again"     | 973.4  |
| 137     | 21 mai       | 2PM                | "Again & Again"     | 975    |
| 138     | 28 mai       | 2PM                | "Again & Again"     | 946.5  |
| 139     | 4 juin       | SG Wannabe         | "I Love You"        | 945.1  |
| 140     | 12 juin      | SG Wannabe         | "I Love You"        | 938.1  |
| 141     | 18 juin      | V.O.S (en)         | "Trouble"           | 941.9  |
| 142     | 25 juin      | V.O.S (en)         | "Trouble"           | 946    |
| 143     | 2 juillet    | 2PM                | "I Hate You"        | 941.3  |
| 144     | 9 juillet    | 2PM                | "I Hate You"        | 968    |
| 145     | 16 juillet   | 2PM                | "I Hate You"        | 969.8  |
| 146     | 23 juillet   | 2NE1               | "I Don't Care (en)" | 977.9  |
| 147     | 30 juillet   | 2PM                | "I Hate You"        | 962.6  |
| 148     | 6 août       | 2NE1               | "I Don't Care (en)" | 979.8  |
| 149     | 13 août      | 2NE1               | "I Don't Care (en)" | 981.3  |
| 150     | 20 août      | Brown Eyed Girls   | "Abracadra (en)"    | 944.5  |
| 151     | 27 août      | 2NE1               | "I Don't Care (en)" | 978.2  |
| 152     | 3 septembre  | Brown Eyed Girls   | "Abracadra (en)"    | 970.9  |
| 153     | 10 septembre | G-Dragon           | "Heartbreaker (en)" | 973.2  |
| 154     | 17 septembre | G-Dragon           | "Heartbreaker (en)" | 974.5  |
| 155     | 24 septembre | G-Dragon           | "Heartbreaker (en)" | 975.7  |
| 156     | 1er octobre  | 4Minute            | "Muzik"             | 959.7  |
| 157     | 8 octobre    | Park Hyo Shin (en) | "After Love"        | 959    |
| 158     | 15 octobre   | Kim Tae-woo (en)   | "Love Rain"         | 952.9  |
| 159     | 22 octobre   | Kim Tae-woo (en)   | "Love Rain"         |        |
| 160     | 29 octobre   | Park Hyo Shin (en) | "After Love"        | 958    |
| 161     | 11 novembre  | SHINee             | "Ring Ding Dong"    | 972.6  |

### 2010
| Épisode | Date         | Artiste           | Chanson                                | Points |
| ------- | ------------ | ----------------- | -------------------------------------- | ------ |
| 162     | 25 février   | 2AM               | "Can't Let You Go Even If I Die"       | 976    |
| 163     | 4 mars       | Kara              | "Lupin"                                | 938    |
| 164     | 11 mars      | Kara              | "Lupin"                                | 931    |
| 165     | 18 mars      | T-ARA             | "I Go Crazy Because Of You"            | 938    |
| 166     | 25 mars      | Beast             | "Shock"                                | 918    |
| 167     | 1er avril    | 2AM               | "I Did Wrong"                          | 938    |
| 168     | 8 avril      | Rain              | "Love Song"                            | 926    |
| 169     | 15 avril     | Rain              | "Love Song"                            | 959    |
| 170     | 22 avril     | Lee Hyori         | "Chitty Chitty Bang Bang"              | 942    |
| 171     | 29 avril     | 2PM               | "Without U"                            | 943    |
| 172     | 6 mai        | 2PM               | "Without U"                            | 930    |
| 173     | 13 mai       | 2PM               | "Without U"                            | 931    |
| 174     | 20 mai       | Seo In-guk        | "Love U"                               | 939    |
| 175     | 27 mai       | Wonder Girls      | "2 Different Tears"                    | 927    |
| 176     | 3 juin       | MBLAQ             | "Y"                                    | 930    |
| 177     | 10 juin      | CNBLUE            | "Love"                                 | 922    |
| 178     | 17 juin      | 4Minute           | "HuH"                                  | 859    |
| 179     | 24 juin      | Seo In Young (en) | "Goodbye Romance"                      | 907    |
| 180     | 1er juillet  | CNBLUE            | "Love"                                 | 922    |
| 181     | 8 juillet    | Taeyang           | "I Need a Girl"                        | 964    |
| 182     | 15 juillet   | Taeyang           | "I Need a Girl"                        | 939    |
| 183     | 22 juillet   | Miss A            | "Bad Girl Good Girl (en)"              | 940    |
| 184     | 29 juillet   | Se7en             | "Better Together"                      | 940    |
| 185     | 5 août       | Se7en             | "Better Together"                      | 920    |
| 186     | 12 août      | G.NA              | "I'll Back Off So You Can Live Better" | 905    |
| 187     | 19 août      | DJ DOC (en)       | 'I'm This Person"                      | 912    |
| 188     | 26 août      | Jo Sungmo (en)    | "I Wanna Cheat"                        |        |
| 189     | 2 septembre  | Taeyang           | "I'll Be There"                        | 914    |
| 190     | 9 septembre  | FTISLAND          | "Love Love Love"                       | 935    |
| 191     | 16 septembre | 2NE1              | "Clap Your Hands (en)"                 | 930    |
| 192     | 23 septembre | 2NE1              | "Can't Nobody (en)"                    |        |
| 193     | 30 septembre | 2NE1              | "Can't Nobody (en)"                    | 927    |
| 194     | 7 octobre    | 2NE1              | "Can't Nobody (en)"                    | 887    |
| 195     | 14 octobre   | Beast             | "Breath"                               | 924    |
| 196     | 21 octobre   | Miss A            | "Breathe"                              | 892    |
| 197     | 28 octobre   | 2PM               | "I'll Be Back"                         | 951    |
| 198     | 4 novembre   | 2PM               | "I'll Be Back"                         | 946    |
| 199     | 11 novembre  | PSY               | "Right Now"                            | 907    |
| 200     | 9 décembre   | T-ARA             | "Why Are You Being Like This"          | 920    |
| 201     | 16 décembre  | T-ARA             | "Yayaya"                               | 907    |
| 202     | 23 décembre  | IU                | "Good Day (en)"                        | 901    |
| 203     | 30 décembre  | GD & TOP (en)     | "Oh Yeah"                              | 943    |

### 2011
| Épisode | Date          | Artiste           | Chanson                    | Points |
| ------- | ------------- | ----------------- | -------------------------- | ------ |
| 204     | 6 janvier     | GD & TOP (en)     | "High High (en)"           | 951    |
| 205     | 13 janvier    | SECRET            | "Shy Boy"                  | 847    |
| 206     | 20 janvier    | TVXQ              | "Keep Your Head Down (en)" | 954    |
| 207     | 27 janvier    | Seungri           | "V.V.I.P"                  | 963    |
| 208     | 3 février     | Seungri           | "What Can I Do"            |        |
| 209     | 10 février    | Seungri           | "What Can I Do"            | 943    |
| 210     | 17 février    | G.NA              | "Black & White"            | 941    |
| 211     | 24 février    | G.NA              | "Black & White"            | 907    |
| 212     | 3 mars        | BIGBANG           | "Tonight (en)"             | 952    |
| 213     | 10 mars       | BIGBANG           | "Tonight (en)"             | 9,090  |
| 214     | 17 mars       | BIGBANG           | "Tonight (en)"             | 9,171  |
| 215     | 24 mars       | Wheesung          | "Heart Aching Story"       | 8,999  |
| 216     | 31 mars       | CNBLUE            | "Intuition"                | 9,255  |
| 217     | 7 avril       | CNBLUE            | "Intuition"                | 9,654  |
| 218     | 14 avril      | CNBLUE            | "Intuition"                | 8,901  |
| 219     | 21 avril      | 4Minute           | "Mirror Mirror"            | 9,117  |
| 220     | 28 avril      | BIGBANG           | "Love Song (en)"           | 8,901  |
| 221     | 5 mai         | f(x)              | "Pinocchio (Danger) (en)"  | 8,845  |
| 222     | 12 mai        | f(x)              | "Pinocchio (Danger) (en)"  | 8,675  |
| 223     | 19 mai        | f(x)              | "Pinocchio (Danger) (en)"  | 8,301  |
| 224     | 26 mai        | Beast             | "Fiction"                  | 9,136  |
| 225     | 2 juin        | Beast             | "Fiction"                  | 9,253  |
| 226     | 9 juin        | Beast             | "Fiction"                  | 9,191  |
| 227     | 16 juin       | Kim Hyun Joong    | "Break Down"               | 8,078  |
| 228     | 23 juin       | Kim Hyun Joong    | "Break Down"               | 8,561  |
| 229     | 30 juin       | f(x)              | "Hot Summer"               | 8,919  |
| 230     | 7 juillet     | 2PM               | "Hands Up"                 |        |
| 231     | 14 juillet    | T-ARA             | "Roly-Poly"                | 9,130  |
| 232     | 21 juillet    | T-ARA             | "Roly-Poly"                | 8,864  |
| 233     | 28 juillet    | miss A            | "Good-bye Baby"            | 8,616  |
| 234     | 4 août        | 2NE1              | "Ugly"                     | 8,946  |
| 235     | 11 août       | Super Junior      | "Mr. Simple (en)"          | 9,036  |
| 236     | 18 août       | Super Junior      | "Mr. Simple (en)"          | 9,155  |
| 237     | 25 août       | Super Junior      | "Mr. Simple (en)"          | 8,540  |
| 238     | 1er septembre | Infinite          | "Be Mine (en)"             | 8,775  |
| 239     | 8 septembre   | Infinite          | "Be Mine (en)"             | 8,241  |
| 240     | 15 septembre  | KARA              | "Step (en)"                | 9,016  |
| 241     | 22 septembre  | KARA              | "Step (en)"                | 9,314  |
| 242     | 29 septembre  | Huh Gak           | "Hello"                    | 8,746  |
| 243     | 6 octobre     | Brown Eyed Girls  | "Sixth Sense"              |        |
| 244     | 13 octobre    | Infinite          | "Paradise"                 | 9,072  |
| 245     | 20 octobre    | Brown Eyed Girls  | "Sixth Sense"              | 7,674  |
| 246     | 27 octobre    | Girl's Generation | "The Boys (en)"            | 9180   |
| 247     | 3 novembre    | Girl's Generation | "The Boys (en)"            |        |
| 248     | 10 novembre   | Girl's Generation | "The Boys (en)"            | 8,805  |
| 249     | 17 novembre   | Wonder Girls      | "Be My Baby"               | 9,290  |
| 250     | 24 novembre   | Wonder Girls      | "Be My Baby"               |        |
| 251     | 1er décembre  | T-ARA             | "Cry Cry"                  |        |
| 252     | 8 décembre    | T-ARA             | "Cry Cry"                  | 8,757  |
| 253     | 15 décembre   | Trouble Maker     | "Trouble Maker"            | 9,167  |
| 254     | 22 décembre   | Trouble Maker     | "Trouble Maker"            | 9,043  |
| 255     | 29 décembre   | Trouble Maker     | "Trouble Maker"            | 8,972  |

### 2012
| Épisode | Date         | Artiste               | Chanson                      | Points |
| ------- | ------------ | --------------------- | ---------------------------- | ------ |
| 256     | 5 janvier    | Apink                 | "My My"                      | 8,224  |
| 257     | 12 janvier   | T-ara                 | "Lovey-Dovey"                | 8,097  |
| 258     | 19 janvier   | T-ara                 | "Lovey-Dovey"                | 8,588  |
| 259     | 26 janvier   | MBLAQ                 | "This is War"                | 8,865  |
| 260     | 2 février    | MBLAQ                 | "This is War"                | 8,869  |
| 261     | 9 février    | F.T. Island           | "Severely"                   | 8,637  |
| 262     | 16 février   | Seven                 | "When I Can't Sing"          | 8,876  |
| 263     | 23 février   | F.T. Island           | "Severely"                   | 8,689  |
| 264     | 1er mars     | Miss A                | "Touch"                      | 8,734  |
| 265     | 8 mars       | BIGBANG               | "Blue (en)"                  | 9,081  |
| 266     | 15 mars      | BIGBANG               | "Fantastic Baby (en)"        | 9,096  |
| 267     | 22 mars      | BIGBANG               | "Fantastic Baby (en)"        | 9,204  |
| 268     | 29 mars      | Shinee                | "Sherlock (Clue + Note)"     | 9,081  |
| 269     | 5 avril      | CNBlue                | "Hey You"                    | 8,864  |
| 270     | 12 avril     | Busker Busker (en)    | "Cherry Blossom Ending (en)" | 8,577  |
| 271     | 19 avril     | Shinhwa               | "Venus"                      | 8,810  |
| 272     | 26 avril     | Sistar                | "Alone"                      | 8,182  |
| 273     | 3 mai        | 4Minute               | "Volume Up"                  | 8,105  |
| 274     | 10 mai       | Girls' Generation-TTS | "Twinkle (en)"               | 9,355  |
| 275     | 17 mai       | Girls' Generation-TTS | "Twinkle (en)"               | 9,357  |
| 276     | 24 mai       | Girls' Generation-TTS | "Twinkle (en)"               | 8,831  |
| 277     | 31 mai       | Infinite              | "The Chaser"                 |        |
| 278     | 7 juin       | Infinite              | "The Chaser"                 | 8,703  |
| 279     | 14 juin      | Infinite              | "The Chaser"                 | 8,422  |
| 280     | 21 juin      | f(x)                  | "Electric Shock (en)"        | 9,296  |
| 281     | 28 juin      | f(x)                  | "Electric Shock (en)"        |        |
| 282     | 5 juillet    | f(x)                  | "Electric Shock (en)"        | 8,940  |
| 283     | 12 juillet   | Super Junior          | "Sexy, Free & Single (en)"   | 8,837  |
| 284     | 19 juillet   | Super Junior          | "Sexy, Free & Single (en)"   | 8,658  |
| 285     | 26 juillet   | Super Junior          | "Sexy, Free & Single (en)"   | 8,432  |
| 286     | 2 août       | Beast                 | "Beautiful Night"            | 8,696  |
| 287     | 9 août       | Beast                 | "Beautiful Night"            | 8,876  |
| 288     | 16 août      | Beast                 | "Beautiful Night"            | 8,951  |
| 289     | 23 août      | PSY                   | "Gangnam Style"              | 8,423  |
| 290     | 30 août      | PSY                   | "Gangnam Style"              | 8,561  |
| 291     | 6 septembre  | PSY                   | "Gangnam Style"              | 8,637  |
| 292     | 13 septembre | Kara                  | "Pandora"                    | 8,515  |
| 293     | 20 septembre | F.T. Island           | "I Wish"                     | 7,264  |
| 294     | 27 septembre | G-Dragon              | "Crayon (en)"                | 8,924  |
| 295     | 4 octobre    | G-Dragon              | "Crayon (en)"                |        |
| 296     | 11 octobre   | G-Dragon              | "Crayon (en)"                |        |
| 297     | 18 octobre   | Ga-in                 | "Bloom"                      | 7,533  |
| 298     | 25 octobre   | K.Will (en)           | "Please Don't..."            |        |
| 299     | 1er novembre | K.Will (en)           | "Please Don't..."            | 8,418  |
| 300     | 8 novembre   | Lee Hi                | "1,2,3,4"                    | 7,890  |
| 301     | 15 novembre  | Lee Hi                | "1,2,3,4"                    | 8,454  |
| 302     | 22 novembre  | Lee Hi                | "1,2,3,4"                    |        |
| 303     | 29 novembre  | Lee Seung-gi          | "Return"                     |        |
| 304     | 6 décembre   | Lee Seung-gi          | "Return"                     |        |
| 305     | 13 décembre  | Lee Seung-gi          | "Return"                     | 8,593  |
| 306     | 20 décembre  | Yang Yo-seob (en)     | "Caffeine"                   | 9,267  |
| 307     | 27 décembre  | Yang Yo-seob (en)     | "Caffeine"                   |        |

### 2013
| Épisode | Date         | Artiste            | Chanson                      | Points |
| ------- | ------------ | ------------------ | ---------------------------- | ------ |
| 308     | 3 janvier    | Yang Yo-seob (en)  | "Caffeine"                   | 9,795  |
| 309     | 10 janvier   | Girls' Generation  | "I Got a Boy"                | 10,000 |
| 310     | 17 janvier   | Girls' Generation  | "I Got a Boy"                | 9,988  |
| 311     | 24 janvier   | Girls' Generation  | "I Got a Boy"                | 8,367  |
| 312     | 31 janvier   | Baechigi (en)      | "Shower of Tears"            | 8,326  |
| 313     | 7 février    | Sistar19           | "Gone Not Around Any Longer" | 8,086  |
| 314     | 14 février   | Sistar19           | "Gone Not Around Any Longer" | 9,642  |
| 315     | 21 février   | Sistar19           | "Gone Not Around Any Longer" | 9,140  |
| 316     | 28 février   | Shinee             | "Dream Girl (en)"            | 9,168  |
| 317     | 7 mars       | Shinee             | "Dream Girl (en)"            | 9,459  |
| 318     | 14 mars      | Shinee             | "Dream Girl (en)"            | 8,403  |
| 319     | 21 mars      | Lee Hi             | "It's Over"                  | 8,449  |
| 320     | 28 mars      | Davichi            | "Just The Two Of Us""        | 7,263  |
| 321     | 4 avril      | Infinite           | "Man In Love"                | 8,810  |
| 322     | 11 avril     | Lee Hi             | "Rose"                       | 8,802  |
| 323     | 18 avril     | PSY                | "Gentleman"                  |        |
| 324     | 25 avril     | PSY                | "Gentleman"                  | 8,356  |
| 325     | 2 mai        | PSY                | "Gentleman"                  | 8,157  |
| 326     | 9 mai        | 4Minute            | "What's Your Name?"          | 7,923  |
| 327     | 16 mai       | 4Minute            | "What's Your Name?"          | 8,380  |
| 328     | 23 mai       | Shinhwa            | "This Love"                  | 8,283  |
| 329     | 30 mai       | Shinhwa            | "This Love"                  | 8,642  |
| 330     | 6 juin       | Shinhwa            | "This Love"                  |        |
| 331     | 13 juin      | Lee Hyori          | "Bad Girls                   | 6,751  |
| 332     | 20 juin      | Sistar             | "Give It to Me"              | 7,995  |
| 333     | 27 juin      | Sistar             | "Give It to Me"              | 8,430  |
| 334     | 4 juillet    | Sistar             | "Give It to Me"              | 8,417  |
| 335     | 11 juillet   | Dynamic Duo        | "BAAAM"                      | 7,193  |
| 336     | 18 juillet   | 2NE1               | "Falling in Love (en)"       |        |
| 337     | 25 juillet   | Infinite           | "Destiny"                    | 7,532  |
| 338     | 1er août     | Beast              | "Shadow"                     | 8,373  |
| 339     | 8 août       | f(x)               | "Rum Pum Pum Pum"            | 9,079  |
| 340     | 15 août      | 2NE1               | "Do You Love Me (en)"        | 8,017  |
| 341     | 22 août      | Exo                | "Growl"                      | 8,154  |
| 342     | 29 août      | Exo                | "Growl"                      |        |
| 343     | 5 septembre  | Exo                | "Growl"                      | 6,817  |
| 344     | 12 septembre | G-Dragon           | "Black"                      | 6,604  |
| 345     | 19 septembre | G-Dragon           | "Black"                      |        |
| 346     | 26 septembre | G-Dragon           | "Crooked (en)"               | 7,369  |
| 347     | 3 octobre    | Busker Busker (en) | "Love, at first"             | 9,419  |
| 348     | 10 octobre   | Busker Busker (en) | "Love, at first"             | 9,415  |
| 349     | 17 octobre   | IU                 | "The Red Shoes"              | 9,052  |
| 350     | 24 octobre   | IU                 | "The Red Shoes"              |        |
| 351     | 31 octobre   | Shinee             | "Everybody (en)"             | 6,914  |
| 352     | 7 novembre   | Trouble Maker      | "Now"                        | 7,783  |
| 353     | 14 novembre  | Trouble Maker      | "Now"                        | 8,001  |
| 354     | 21 novembre  | Miss A             | "Hush"                       |        |
| 355     | 28 novembre  | 2NE1               | "Missing You"                |        |
| 356     | 5 décembre   | 2NE1               | "Missing You"                | 7,982  |
| 357     | 12 décembre  | Hyolyn             | "One Way Love"               | 8,044  |
| 358     | 19 décembre  | Exo                | "Miracles in December"       | 8,878  |
| 359     | 26 décembre  | Exo                | "Miracles in December"       |        |

### 2014
| Épisode | Date         | Artiste                  | Chanson                  | Points                   |
| ------- | ------------ | ------------------------ | ------------------------ | ------------------------ |
| 360     | 2 janvier    | Exo                      | "Miracles in December"   |                          |
| 361     | 9 janvier    | Rain                     | "30 Sexy (en)"           | 6,285                    |
| 362     | 16 janvier   | TVXQ                     | "Something (en)"         | 9,244                    |
| 363     | 23 janvier   | TVXQ                     | "Something (en)"         |                          |
|         | 30 janvier   | TVXQ                     | "Something (en)"         |                          |
| 364     | 6 février    | Girl's Day               | "Something"              | 9,047                    |
| 365     | 13 février   | Girl's Day               | "Something"              | 7,332                    |
| 366     | 20 février   | Soyou & Junggigo (en)    | "Some (en)"              | 8,272                    |
| 367     | 27 février   | Soyou & Junggigo (en)    | "Some (en)"              | 7,252                    |
| 368     | 6 mars       | Girls' Generation        | "Mr.Mr. (en)"            | 9,363                    |
| 369     | 13 mars      | Girls' Generation        | "Mr.Mr. (en)"            | 10,000                   |
| 370     | 20 mars      | 2NE1                     | "Come Back Home (en)"    | 8,869                    |
| 371     | 27 mars      | 2NE1                     | "Come Back Home (en)"    | 7,585                    |
| 372     | 3 avril      | 4Minute                  | "Whatcha Doin' Today"    | 6,555                    |
| 373     | 10 avril     | Apink                    | "Mr. Chu (en)"           | 8,323                    |
| 374     | 17 avril     | AKMU                     | "200%"                   |                          |
| 375     | 24 avril     | AKMU                     | "200%"                   |                          |
|         | 1er mai      | AKMU                     | "200%"                   |                          |
| 376     | 8 mai        | Apink                    | "Mr. Chu (en)"           | 9,577                    |
| 377     | 15 mai       | Exo-K                    | "Overdose"               | 9,706                    |
| 378     | 22 mai       | Exo-K                    | "Overdose"               | 8,368                    |
| 379     | 29 mai       | Infinite                 | "Last Romeo"             | 6,473                    |
| 380     | 5 juin       | Infinite                 | "Last Romeo"             | 7,063                    |
| 381     | 12 juin      | Taeyang                  | "Eyes, Nose, Lips (en)"  | 7,303                    |
| 382     | 19 juin      | Taeyang                  | "Eyes, Nose, Lips (en)"  | 9,255                    |
| 383     | 26 juin      | Beast                    | "Good Luck"              |                          |
| 384     | 3 juillet    | Taeyang                  | "Eyes, Nose, Lips (en)"  | 8,353                    |
| 385     | 10 juillet   | K.Will (en)              | "Day 1"                  |                          |
| 386     | 17 juillet   | f(x)                     | "Red Light"              | 9,772                    |
| 387     | 24 juillet   | B1A4                     | "Solo Day"               |                          |
| 388     | 31 juillet   | Sistar                   | "Touch My Body"          | 7,359                    |
| 389     | 7 août       | Sistar                   | "Touch My Body"          |                          |
| 390     | 14 août      | Block B                  | "H.E.R"                  |                          |
| 391     | 21 août      | Winner                   | "Empty"                  | 8,005                    |
| 392     | 28 août      | Winner                   | "Empty"                  | 7,986                    |
| 393     | 4 septembre  | Sistar                   | "I Swear"                | 7,661                    |
| 394     | 11 septembre | Super Junior             | "Mamacita (en)"          | 7,638                    |
| 395     | 18 septembre | Winner                   | "Empty"                  | 7,042                    |
| 396     | 25 septembre | Girls' Generation-TTS    | "Holler"                 | 8,751                    |
| 397     | 2 octobre    | Girls' Generation-TTS    | "Holler"                 |                          |
| 398     | 9 octobre    | Ailee                    | "Don't Touch Me"         | 7,417                    |
| 399     | 16 octobre   | Roy Kim                  | "Home (en)"              | 8,596                    |
| 400     | 23 octobre   | Gaeko                    | "No Make Up"             | 6,709                    |
| 401     | 30 octobre   | Epik High                | "Happen Ending"          |                          |
| 402     | 6 novembre   | Epik High                | "Happen Ending"          | 7,209                    |
|         | 13 novembre  | Epik High                | "Happen Ending"          | 7,588                    |
| 403     | 20 novembre  | Kyuhyun                  | "At Gwanghwamun"         | 7,947                    |
| 404     | 27 novembre  | Kyuhyun                  | "At Gwanghwamun"         |                          |
| —       | 4 décembre   | Pas d'émission / gagnant | Pas d'émission / gagnant | Pas d'émission / gagnant |
| —       | 11 décembre  | Pas d'émission / gagnant | Pas d'émission / gagnant | Pas d'émission / gagnant |
| 405     | 18 décembre  | Apink                    | "Luv"                    |                          |
| 406     | 25 décembre  | Apink                    | "Luv"                    | 7,791                    |

### 2015
| Épisode | Date         | Artiste                            | Chanson                            | Points                             |
| ------- | ------------ | ---------------------------------- | ---------------------------------- | ---------------------------------- |
| —       | 1er janvier  | No 1 Spécial                       | No 1 Spécial                       | No 1 Spécial                       |
| 407     | 8 janvier    | EXID                               | Up & Down (en)                     |                                    |
| 408     | 15 janvier   | EXID                               | Up & Down (en)                     |                                    |
| 409     | 22 janvier   | Jong-hyun                          | Déjà-Boo                           | 6,995                              |
| 410     | 29 janvier   | Mad Clown                          | Fire                               | 7,409                              |
| 411     | 5 février    | Davichi                            | Cry Again                          | 7,238                              |
| 412     | 12 février   | Infinite H (en)                    | Pretty                             | 7,209                              |
| —       | 19 février   | 4Minute                            | Crazy (en)                         |                                    |
| 413     | 26 février   | 4Minute                            | Crazy (en)                         | 8,636                              |
| 414     | 5 mars       | VIXX                               | Love Equation                      | 8,403                              |
| 415     | 12 mars      | Shinhwa                            | Sniper                             |                                    |
| 416     | 19 mars      | Shinhwa                            | Sniper                             | 7,965                              |
| 417     | 26 mars      | Shinhwa                            | Sniper                             | 8,554                              |
| 418     | 2 avril      | Red Velvet                         | Ice Cream Cake (en)                | 8,069                              |
| 419     | 9 avril      | Exo                                | Call Me Baby                       | 7,745                              |
| 420     | 17 avril     | Exo                                | Call Me Baby                       | 7,756                              |
| 421     | 23 avril     | Édition Spéciale (KCON Japon 2015) | Édition Spéciale (KCON Japon 2015) | Édition Spéciale (KCON Japon 2015) |
| 422     | 30 avril     | Exo                                | Call Me Baby                       | 7,652                              |
| 423     | 7 mai        | BTS                                | I Need U (en)                      | 6,876                              |
| 424     | 14 mai       | Big Bang                           | Loser (en)                         | 9,669                              |
| 425     | 21 mai       | Big Bang                           | Loser (en)                         | 8,188                              |
| 426     | 28 mai       | SHINee                             | View                               | 9,037                              |
| 427     | 4 juin       | SHINee                             | View                               | 9,762                              |
| 428     | 11 juin      | Big Bang                           | Bang Bang Bang                     | 9,669                              |
| 429     | 18 juin      | Exo                                | Love Me Right                      | 9,238                              |
| 430     | 25 juin      | Big Bang                           | Bang Bang Bang                     | 9,124                              |
| 431     | 2 juillet    | Sistar                             | Shake It                           |                                    |
| 432     | 9 juillet    | Big Bang                           | Sober (en)                         | 8,487                              |
| 433     | 16 juillet   | Girls' Generation                  | Party                              | 10,654                             |
| 434     | 23 juillet   | Infinite                           | Bad                                | 8,851                              |
| 435     | 30 juillet   | Apink                              | Remember                           | 9,244                              |
| 436     | 6 août       | Beast                              | YeY                                |                                    |
| 437     | 13 août      | Édition Spéciale (KCON LA 2015)    | Édition Spéciale (KCON LA 2015)    | Édition Spéciale (KCON LA 2015)    |
| 438     | 15 août      | Édition Spéciale (KCON NY 2015)    | Édition Spéciale (KCON NY 2015)    | Édition Spéciale (KCON NY 2015)    |
| 439     | 20 août      | GD & TOP (en)                      | Zutter (en)                        | 10,741                             |
| 440     | 27 août      | Girls' Generation                  | Lion Heart                         | 9,868                              |
| 441     | 3 septembre  | Girls' Generation                  | Lion Heart                         | 10,988                             |
| 442     | 10 septembre | Girls' Generation                  | Lion Heart                         | 10,961                             |
| 443     | 17 septembre | Red Velvet                         | Dumb Dumb (en)                     | 10,085                             |
| 444     | 24 septembre | Red Velvet                         | Dumb Dumb (en)                     |                                    |
| 445     | 1er octobre  | Soyou & Kwon Jeong Yeol (en)       | Lean On Me                         | 7,137                              |
| 446     | 8 octobre    | iKon                               | Rhythm Ta                          | 7,068                              |
| 447     | 15 octobre   | Taeyeon                            | I (en)                             | 10,929                             |
| 448     | 22 octobre   | Taeyeon                            | I (en)                             | 9,541                              |
| 449     | 29 octobre   | Taeyeon                            | I (en)                             | 10,093                             |
| 450     | 5 novembre   | f(x)                               | 4 Walls                            | 10,688                             |
| —       | 12 novembre  | Pas d'émission / gagnant           | Pas d'émission / gagnant           | Pas d'émission / gagnant           |
| 451     | 19 novembre  | f(x)                               | 4 Walls                            |                                    |
| 452     | 26 novembre  | Dynamic Duo                        | Jam                                |                                    |
| —       | 3 décembre   | Pas d'émission / gagnant           | Pas d'émission / gagnant           | Pas d'émission / gagnant           |
| —       | 10 décembre  | Pas d'émission / gagnant           | Pas d'émission / gagnant           | Pas d'émission / gagnant           |
| 453     | 17 décembre  | Psy                                | Daddy                              |                                    |
| 454     | 24 décembre  | Psy                                | Daddy                              |                                    |
| —       | 31 décembre  | Pas d'émission / gagnant           | Pas d'émission / gagnant           | Pas d'émission / gagnant           |

### 2016
| Épisode | Date          | Artiste                             | Chanson                             | Points                              |
| ------- | ------------- | ----------------------------------- | ----------------------------------- | ----------------------------------- |
| 455     | 7 janvier     | PSY                                 | Daddy                               | 8,433                               |
| 456     | 14 janvier    | iKon                                | Dumb & Dumber (en)                  | 10,175                              |
| 457     | 21 janvier    | iKon                                | Dumb & Dumber (en)                  | 9,499                               |
| 458     | 28 janvier    | iKon                                | Dumb & Dumber (en)                  | 8,930                               |
| 459     | 4 février     | GFriend                             | Rough (en)                          | 9,424                               |
| 460     | 11 février    | GFriend                             | Rough (en)                          |                                     |
| 461     | 18 février    | GFriend                             | Rough (en)                          | 8,959                               |
| 462     | 25 février    | Winner                              | Sentimental                         | 9,895                               |
| 463     | 3 mars        | Taemin                              | Press Your Number                   | 7,771                               |
| 464     | 10 mars       | Mamamoo                             | You're the Best                     | 9,528                               |
| 465     | 17 mars       | Lee Hi                              | Breathe                             | 8,210                               |
| 466     | 24 mars       | Red Velvet                          | One of These Nights (en)            | 7,922                               |
| 467     | 31 mars       | Got7                                | Fly                                 | 7,032                               |
| 468     | 7 avril       | BtoB                                | Remember That                       | 7,140                               |
| 469     | 14 avril      | CN Blue                             | You're So Fine (en)                 |                                     |
| 470     | 21 avril      | Block B                             | Toy                                 | 9,092                               |
| 471     | 28 avril      | Jung Eun-ji                         | Hopefully Sky                       | 8,614                               |
| 472     | 5 mai         | Twice                               | Cheer Up (en)                       | 10,264                              |
| 473     | 12 mai        | BTS                                 | Fire (en)                           | 7,692                               |
| 474     | 19 mai        | Twice                               | Cheer Up (en)                       | 9,205                               |
| 475     | 26 mai        | Twice                               | Cheer Up (en)                       | 9,095                               |
| 476     | 2 juin        | Baek A-yeon                         | So-So                               |                                     |
| 477     | 9 juin        | Baek A-yeon                         | So-So                               | 7,084                               |
| 478     | 14 juin       | Édition Spéciale (KCON France 2016) | Édition Spéciale (KCON France 2016) | Édition Spéciale (KCON France 2016) |
| 479     | 16 juin       | Exo                                 | Monster                             | 9,877                               |
| 480     | 23 juin       | Exo                                 | Monster                             | 10,849                              |
| 481     | 30 juin       | Exo                                 | Monster                             |                                     |
| 482     | 7 juillet     | Sistar                              | I Like That                         | 9,519                               |
| 483     | 14 juillet    | Wonder Girls                        | Why So Lonely (en)                  | 10,654                              |
| 484     | 21 juillet    | GFriend                             | Navillera (en)                      | 9,154                               |
| 485     | 28 juillet    | GFriend                             | Navillera (en)                      | 9,406                               |
| 486     | 4 août        | GFriend                             | Navillera (en)                      |                                     |
| 487     | 9 août        | Édition Spéciale (KCON LA 2016)     | Édition Spéciale (KCON LA 2016)     | Édition Spéciale (KCON LA 2016)     |
| 488     | 11 août       | Hyuna                               | How's This? (en)                    | 8,403                               |
| 489     | 18 août       | I.O.I                               | Whatta Man                          | 8,158                               |
| 490     | 25 août       | EXO                                 | Lotto                               | 8,310                               |
| 491     | 1er septembre | EXO                                 | Lotto                               | 8,150                               |
| 492     | 8 septembre   | Blackpink                           | Whistle                             | 7,330                               |
| —       | 15 septembre  | Red Velvet                          | Russian Roulette (en)               |                                     |
| 493     | 22 septembre  | Red Velvet                          | Russian Roulette (en)               | 9,576                               |
| 494     | 29 septembre  | Infinite                            | The Eye                             | 7,714                               |
| 495     | 6 octobre     | Got7                                | Hard Carry                          | 7,994                               |
| 496     | 13 octobre    | SHINee                              | 1 of 1                              | 10,023                              |
| 497     | 20 octobre    | BTS                                 | Blood, Sweat and Tears              | 9,852                               |
| 498     | 27 octobre    | I.O.I                               | Very Very Very                      |                                     |
| 499     | 3 novembre    | Twice                               | TT (en)                             | 10,511                              |
| 500     | 10 novembre   | Twice                               | TT (en)                             | 8,362                               |
| 501     | 17 novembre   | Édition Spéciale (MAMA 2016)        | Édition Spéciale (MAMA 2016)        | Édition Spéciale (MAMA 2016)        |
| 502     | 24 novembre   | Édition Spéciale (MAMA 2016)        | Édition Spéciale (MAMA 2016)        | Édition Spéciale (MAMA 2016)        |
| —       | 1er décembre  | Édition Spéciale (MAMA 2016)        | Édition Spéciale (MAMA 2016)        | Édition Spéciale (MAMA 2016)        |
| —       | 8 décembre    | Édition Spéciale (MAMA 2016)        | Édition Spéciale (MAMA 2016)        | Édition Spéciale (MAMA 2016)        |
| 503     | 15 décembre   | Seventeen                           | Boom Boom                           |                                     |
| 504     | 22 décembre   | Big Bang                            | Fxxk It (en)                        |                                     |
| —       | 29 décembre   | No 1 Spécial                        | No 1 Spécial                        | No 1 Spécial                        |

### 2017
| Épisode | Date         | Artiste                          | Chanson                          | Points                           |
| ------- | ------------ | -------------------------------- | -------------------------------- | -------------------------------- |
| 505     | 5 janvier    | Big Bang                         | "Fxxk It (en)"                   | 9,750                            |
| 506     | 12 janvier   | Big Bang                         | "Fxxk It (en)"                   | 10,225                           |
| 507     | 19 janvier   | AKMU                             | "Last Goodbye"                   | 6,432                            |
| 508     | 26 janvier   | Seohyun                          | "Don't Say No"                   | 7,411                            |
| 509     | 2 février    | AOA                              | "Excuse Me"                      |                                  |
| 510     | 9 février    | Red Velvet                       | "Rookie (en)"                    | 10,053                           |
| 511     | 16 février   | Red Velvet                       | "Rookie (en)"                    | 10,903                           |
| 512     | 23 février   | BTS                              | "Spring Day (en)"                | 10,629                           |
| 513     | 2 mars       | Twice                            | "Knock Knock (en)"               | 9,942                            |
| 514     | 9 mars       | Taeyeon                          | "Fine"                           | 9,747                            |
| 515     | 16 mars      | Twice                            | "Knock Knock (en)"               | 9,940                            |
| 516     | 23 mars      | Got7                             | "Never Ever"                     | 7,976                            |
| 517     | 30 mars      | Highlight                        | "Plz Don't Be Sad"               |                                  |
| 518     | 6 avril      | Highlight                        | "Plz Don't Be Sad"               | 8,821                            |
| 519     | 13 avril     | Winner                           | "Really Really"                  | 9,216                            |
| 520     | 20 avril     | Winner                           | "Really Really"                  | 8,903                            |
| 521     | 27 avril     | IU                               | "Palette (en)"                   | 7,626                            |
| 522     | 4 mai        | IU                               | "Palette (en)"                   |                                  |
| 523     | 11 mai       | Hyukoh                           | "Tomboy"                         | 7,121                            |
| 524     | 18 mai       | PSY                              | "I Luv It (en)"                  | 7,843                            |
| 525     | 25 mai       | Twice                            | "Signal (en)"                    |                                  |
| 526     | 1er juin     | Twice                            | "Signal (en)"                    | 8,867                            |
| 527     | 8 juin       | Highlight                        | "Calling You"                    | 9,182                            |
| 528     | 15 juin      | Seventeen                        | "Don't Wanna Cry"                | 8,990                            |
| 529     | 22 juin      | NCT 127                          | "Cherry Bomb (en)"               | 10,849                           |
| 530     | 29 juin      | Mamamoo                          | "Yes I Am (en)"                  |                                  |
| 531     | 6 juillet    | Mamamoo                          | "Yes I Am (en)"                  |                                  |
| 532     | 13 juillet   | Mamamoo                          | "Yes I Am (en)"                  | 8,163                            |
| 533     | 20 juillet   | Red Velvet                       | "Red Flavor (en)"                | 10,877                           |
| 534     | 27 juillet   | EXO                              | "Ko Ko Bop"                      | 8,982                            |
| 535     | 3 août       | EXO                              | "Ko Ko Bop"                      | 9,003                            |
| 536     | 10 août      | EXO                              | "Ko Ko Bop"                      | 9,353                            |
| 537     | 17 août      | Wanna One                        | "Energetic (en)"                 | 10,666                           |
| 538     | 24 août      | Wanna One                        | "Energetic (en)"                 | 10,844                           |
| 539     | 31 août      | Wanna One                        | "Energetic (en)"                 |                                  |
| 540     | 7 septembre  | Sunmi                            | "Gashina"                        | 8,486                            |
| 541     | 14 septembre | EXO                              | "Power"                          | 11,000                           |
| 542     | 21 septembre | GFriend                          | "Summer Rain (en)"               | 10,091                           |
| 543     | 28 septembre | BTS                              | "DNA (en)"                       | 11,000                           |
| 544     | 5 octobre    | BTS                              | "DNA (en)"                       |                                  |
| —       | 12 octobre   | Édition Spéciale (BTS Countdown) | Édition Spéciale (BTS Countdown) | Édition Spéciale (BTS Countdown) |
| 545     | 19 octobre   | NU'EST W                         | "Where You At"                   | 9,521                            |
| 546     | 26 octobre   | BtoB                             | "Missing You"                    | 10,330                           |
| 547     | 2 novembre   | BtoB                             | "Missing You"                    | 9,968                            |
| 548     | 9 novembre   | Twice                            | "Likey (en)"                     | 10,082                           |
| 549     | 16 novembre  | Twice                            | "Likey (en)"                     |                                  |
| 550     | 23 novembre  | Wanna One                        | "Beautiful (en)"                 |                                  |
| —       | 30 novembre  | Édition Spéciale (MAMA 2017)     | Édition Spéciale (MAMA 2017)     | Édition Spéciale (MAMA 2017)     |
| —       | 7 décembre   | Édition Spéciale (MAMA 2017)     | Édition Spéciale (MAMA 2017)     | Édition Spéciale (MAMA 2017)     |
| —       | 14 décembre  | Édition Spéciale (MAMA 2017)     | Édition Spéciale (MAMA 2017)     | Édition Spéciale (MAMA 2017)     |
| 551     | 21 décembre  | Twice                            | "Heart Shaker (en)"              | 9,776                            |
| 552     | 28 décembre  | Twice                            | "Heart Shaker (en)"              |                                  |

### 2018
| Épisode | Date         | Artiste                                    | Chanson                                    | Points                                     |
| ------- | ------------ | ------------------------------------------ | ------------------------------------------ | ------------------------------------------ |
| —       | 4 janvier    | Pas d'émission / gagnant                   | Pas d'émission / gagnant                   | Pas d'émission / gagnant                   |
| 553     | 11 janvier   | Momoland                                   | "Bboom Bboom (en)"                         | 7,811                                      |
| 554     | 18 janvier   | Infinite                                   | "Tell Me"                                  | 10,554                                     |
| 555     | 25 janvier   | Sunmi                                      | "Heroine"                                  | 7,919                                      |
| 556     | 1er février  | iKon                                       | "Love Scenario (en)"                       | 7,789                                      |
| 557     | 8 février    | Red Velvet                                 | "Bad Boy (en)"                             | 10,032                                     |
| 558     | 15 février   | Red Velvet                                 | "Bad Boy (en)"                             |                                            |
| 559     | 22 février   | Momoland                                   | "Bboom Bboom (en)"                         | 8,834                                      |
| 560     | 1er mars     | iKon                                       | "Love Scenario (en)"                       | 8,467                                      |
| 561     | 8 mars       | iKon                                       | "Love Scenario (en)"                       | 8,001                                      |
| 562     | 15 mars      | Mamamoo                                    | "Starry Night"                             | 9,820                                      |
| 563     | 22 mars      | Mamamoo                                    | "Starry Night"                             | 7,938                                      |
| 564     | 29 mars      | Wanna One                                  | "Boomerang (en)"                           | 10,805                                     |
| 565     | 5 avril      | Wanna One                                  | "Boomerang (en)"                           | 9,981                                      |
| 566     | 12 avril     | Winner                                     | "Everyday"                                 | 9,687                                      |
| 567     | 19 avril     | Twice                                      | "What Is Love? (en)"                       |                                            |
| 568     | 26 avril     | Twice                                      | "What Is Love? (en)"                       | 9,360                                      |
| 569     | 3 mai        | Winner                                     | "Everyday"                                 | 7,463                                      |
| 570     | 10 mai       | GFriend                                    | "Time for the Moon Night (en)"             | 10,700                                     |
| —       | 17 mai       | Pas d'émission / gagnant                   | Pas d'émission / gagnant                   | Pas d'émission / gagnant                   |
| 571     | 24 mai       | (G)I-dle                                   | "Latata (en)"                              | 8,183                                      |
| 572     | 31 mai       | BTS                                        | "Fake Love (en)"                           | 11,000                                     |
| 573     | 7 juin       | BTS                                        | "Fake Love (en)"                           | 9,666                                      |
| 574     | 14 juin      | Wanna One                                  | "Light (en)"                               | 10,320                                     |
| 575     | 21 juin      | SHINee                                     | "I Want You"                               | 11,000                                     |
| 576     | 28 juin      | Blackpink                                  | "Ddu-Du Ddu-Du"                            | 8,706                                      |
| 577     | 5 juillet    | Blackpink                                  | "Ddu-Du Ddu-Du"                            |                                            |
| 578     | 12 juillet   | Blackpink                                  | "Ddu-Du Ddu-Du"                            |                                            |
| 579     | 19 juillet   | Twice                                      | "Dance the Night Away (en)"                | 10,933                                     |
| 580     | 26 juillet   | Seventeen                                  | "Oh My!"                                   | 8,546                                      |
| 581     | 2 août       | Mamamoo                                    | "Egotistic"                                | 7,731                                      |
| 582     | 9 août       | iKon                                       | "Kiling Me"                                | 7,888                                      |
| —       | 16 août      | Pas d'émission / gagnant                   | Pas d'émission / gagnant                   | Pas d'émission / gagnant                   |
| 583     | 23 août      | Red Velvet                                 | "Power Up (en)"                            | 8,761                                      |
| 584     | 24 août      | Edition Spéciale (KCON LA 2018)            | Edition Spéciale (KCON LA 2018)            | Edition Spéciale (KCON LA 2018)            |
| 585     | 30 août      | Red Velvet                                 | "Power Up (en)"                            | 8,444                                      |
| 586     | 6 septembre  | (G)I-dle                                   | "Hann (Alone) (en)"                        | 7,213                                      |
| 587     | 13 septembre | Sunmi                                      | "Siren"                                    | 7,624                                      |
| 588     | 20 septembre | Sunmi                                      | "Siren"                                    | 7,381                                      |
| 589     | 27 septembre | Got7                                       | "Lullaby"                                  |                                            |
| 590     | 4 octobre    | Got7                                       | "Lullaby"                                  | 10,595                                     |
| 591     | 11 octobre   | iKon                                       | "Goodbye Road"                             |                                            |
| 592     | 18 octobre   | iKon                                       | "Goodbye Road"                             | 8,286                                      |
| 593     | 25 octobre   | NCT 127                                    | "Regular"                                  | 10,000                                     |
| 594     | 1er novembre | Monsta X                                   | "Shoot Out"                                | 6,349                                      |
| 595     | 8 novembre   | Iz One                                     | "La Vie en Rose (en)"                      | 10,884                                     |
| 596     | 15 novembre  | Twice                                      | "Yes or Yes (en)"                          | 8,695                                      |
| —       | 22 novembre  | Edition Spéciale (Wanna One Comeback Show) | Edition Spéciale (Wanna One Comeback Show) | Edition Spéciale (Wanna One Comeback Show) |
| 597     | 29 novembre  | Wanna One                                  | "Spring breeze"                            |                                            |
| 598     | 6 décembre   | Mino                                       | "Fiancé"                                   |                                            |
| —       | 13 décembre  | Edition Spéciale (KCON Japon 2018)         | Edition Spéciale (KCON Japon 2018)         | Edition Spéciale (KCON Japon 2018)         |
| —       | 20 décembre  | Edition Spéciale (KCON Japon 2018)         | Edition Spéciale (KCON Japon 2018)         | Edition Spéciale (KCON Japon 2018)         |
| 599     | 27 décembre  | Winner                                     | "Millions (en)"                            |                                            |

### 2019
| Épisode | Date         | Artiste                      | Chanson                      | Points                       |
| ------- | ------------ | ---------------------------- | ---------------------------- | ---------------------------- |
| 600     | 3 janvier    | Winner                       | "Millions (en)"              |                              |
| 601     | 10 janvier   | Chungha                      | "Gotta Go (en)"              | 9,389                        |
| 602     | 17 janvier   | Apink                        | "%% (Eung Eung)"             | 7,829                        |
| 603     | 24 janvier   | GFriend                      | "Sunrise (en)"               | 7,653                        |
| 604     | 31 janvier   | Seventeen                    | "Home"                       | 9,676                        |
| 605     | 7 février    | Seventeen                    | "Home"                       |                              |
| 606     | 14 février   | Seventeen                    | "Home"                       | 6,669                        |
| 607     | 21 février   | Itzy                         | "Dalla Dalla (en)"           | 8,527                        |
| 608     | 28 février   | Monsta X                     | "Alligator"                  | 6,801                        |
| 609     | 7 mars       | Itzy                         | "Dalla Dalla (en)"           | 9,090                        |
| 610     | 14 mars      | TXT                          | "Crown"                      | 7,612                        |
| 611     | 21 mars      | Mamamoo                      | "Gogobebe"                   | 9,386                        |
| 612     | 28 mars      | Mamamoo                      | "Gogobebe"                   | 9,907                        |
| 613     | 4 avril      | Stray Kids                   | "Miroh"                      | 5,870                        |
| 614     | 11 avril     | Iz One                       | "Violeta (en)"               | 10,775                       |
| 615     | 18 avril     | Iz One                       | "Violeta (en)"               | 10,446                       |
| 616     | 25 avril     | BTS                          | "Boy with Luv (en)"          | 11,000                       |
| 617     | 2 mai        | Twice                        | "Fancy (en)"                 | 11,000                       |
| 618     | 9 mai        | NU'EST                       | "Bet Bet"                    | 11,000                       |
| 619     | 16 mai       | Oh My Girl                   | "The First Season (SSFWL)"   | 8,117                        |
| 620     | 23 mai       | Winner                       | "Ah Yeah"                    | 9,245                        |
| 621     | 30 mai       | Got7                         | "Eclipse"                    |                              |
| 622     | 6 juin       | Lee Hi                       | "No One (en)"                | 6,663                        |
| 623     | 13 juin      | Cosmic Girls                 | "Boogie Up"                  | 6,615                        |
| 624     | 20 juin      | Ateez                        | "Wave"                       | 5,482                        |
| 625     | 27 juin      | Red Velvet                   | "Zimzalabim (en)"            | 9,881                        |
| 626     | 4 juillet    | Chungha                      | "Snapping (en)"              | 9,025                        |
| 627     | 11 juillet   | GFriend                      | "Fever (en)"                 | 7,890                        |
| 628     | 18 juillet   | Chungha                      | "Snapping (en)"              | 7,210                        |
| 629     | 25 juillet   | Day6                         | "Time of Our Life"           |                              |
| —       | 1er août     | Pas d'émission / gagnant     | Pas d'émission / gagnant     | Pas d'émission / gagnant     |
| 630     | 8 août       | Itzy                         | "Icy (en)"                   | 8,087                        |
| —       | 15 août      | Pas d'émission / gagnant     | Pas d'émission / gagnant     | Pas d'émission / gagnant     |
| 631     | 22 août      | Itzy                         | "Icy (en)"                   | 7,356                        |
| 632     | 29 août      | Red Velvet                   | "Umpah Umpah (en)"           | 9,282                        |
| 633     | 5 septembre  | X1                           | "Flash (en)"                 | 8,629                        |
| 634     | 12 septembre | X1                           | "Flash (en)"                 |                              |
| 635     | 19 septembre | X1                           | "Flash (en)"                 | 10,945                       |
| 636     | 26 septembre | Seventeen                    | "Fear"                       | 10,800                       |
| 637     | 3 octobre    | Twice                        | "Feel Special (en)"          | 8,815                        |
| 638     | 10 octobre   | Twice                        | "Feel Special (en)"          | 9,222                        |
| 639     | 17 octobre   | AB6IX                        | "Blind For Love"             |                              |
| 640     | 24 octobre   | Super Junior                 | "Super Clap"                 | 8,204                        |
| 641     | 31 octobre   | NU'EST                       | "Love Me"                    | 6,959                        |
| 642     | 7 novembre   | Monsta X                     | "Follow"                     | 6,427                        |
| —       | 14 novembre  | Pas d'émission / gagnant     | Pas d'émission / gagnant     | Pas d'émission / gagnant     |
| 643     | 21 novembre  | Mamamoo                      | "Hip"                        |                              |
| 644     | 28 novembre  | Mamamoo                      | "Hip"                        |                              |
| —       | 5 décembre   | Édition Spéciale (MAMA 2019) | Édition Spéciale (MAMA 2019) | Édition Spéciale (MAMA 2019) |
| —       | 12 décembre  | Pas d'émission / gagnant     | Pas d'émission / gagnant     | Pas d'émission / gagnant     |
| 645     | 19 décembre  | Stray Kids                   | "Levanter"                   |                              |
| 646     | 26 décembre  | Golden Child                 | "Wannabe"                    |                              |

### 2020
| Épisode | Date         | Artiste                      | Chanson                         | Points                       |
| ------- | ------------ | ---------------------------- | ------------------------------- | ---------------------------- |
| 647     | 2 janvier    | Émission spéciale Nouvel An  | Émission spéciale Nouvel An     | Émission spéciale Nouvel An  |
| 648     | 9 janvier    | Momoland                     | "Thumbs Up (en)"                | 10,125                       |
| 649     | 16 janvier   | SF9                          | "Good Guy"                      | 9,798                        |
| —       | 23 janvier   | Pas d'émission / gagnant     | Pas d'émission / gagnant        | Pas d'émission / gagnant     |
| 650     | 30 janvier   | SF9                          | "Good Guy"                      | 10,031                       |
| 651     | 6 février    | Sechs Kies (en)              | "All for You"                   | 9,213                        |
| 652     | 13 février   | GFriend                      | "Crossroads (en)"               | 9,461                        |
| 653     | 20 février   | GFriend                      | "Crossroads (en)"               | 7,492                        |
| 654     | 27 février   | Iz*One                       | "Fiesta (en)"                   | 10,914                       |
| 655     | 5 mars       | BTS                          | "On (en)"                       | 11,000                       |
| 656     | 12 mars      | LOONA                        | "So What (en)"                  | 8,075                        |
| 657     | 19 mars      | Itzy                         | "Wannabe (en)"                  |                              |
| 658     | 26 mars      | Itzy                         | "Wannabe (en)"                  | 7,902                        |
| 659     | 2 avril      | Itzy                         | "Wannabe (en)"                  |                              |
| 660     | 9 avril      | Kang Daniel                  | "2U (en)"                       | 7,664                        |
| 661     | 16 avril     | (G)I-dle                     | "Oh My God (en)"                |                              |
| 662     | 23 avril     | Apink                        | "Dumhdurum"                     | 8,628                        |
| 663     | 30 avril     | Got7                         | "Not By The Moon"               | 7,830                        |
| 664     | 7 mai        | Oh My Girl                   | "Nonstop"                       |                              |
| 665     | 14 mai       | Oh My Girl                   | "Nonstop"                       | 6,580                        |
| 666     | 21 mai       | NU'EST                       | "I'm in Trouble"                | 11,000                       |
| 667     | 28 mai       | NCT 127                      | "Punch"                         | 9,778                        |
| 668     | 4 juin       | NCT 127                      | "Punch"                         | 7,414                        |
| 669     | 11 juin      | Twice                        | "More & More (en)"              | 9,356                        |
| 670     | 18 juin      | Cosmic Girls                 | "Butterfly"                     | 9,235                        |
| 671     | 25 juin      | Iz*One                       | "Secret Story of the Swan (en)" |                              |
| 672     | 2 juillet    | Seventeen                    | "Left & Right"                  | 10,705                       |
| 673     | 9 juillet    | Blackpink                    | "How You Like That (en)"        | 8,167                        |
| 674     | 16 juillet   | Blackpink                    | "How You Like That (en)"        | 7,432                        |
| 675     | 23 juillet   | GFriend                      | "Apple (en)"                    | 8,536                        |
| 676     | 30 juillet   | SSAK3 (en)                   | "Beach Again"                   | 6,420                        |
| 677     | 6 août       | Somi                         | "What You Waiting For (en)"     | 6,776                        |
| 678     | 13 août      | (G)I-dle                     | "Dumdi Dumdi (en)"              | 8,842                        |
| 679     | 20 août      | (G)I-dle                     | "Dumdi Dumdi (en)"              | 8,521                        |
| —       | 27 août      | Pas d'émission / gagnant     | Pas d'émission / gagnant        | Pas d'émission / gagnant     |
| 680     | 3 septembre  | Itzy                         | "Not Shy (en)"                  | 6,838                        |
| 681     | 10 septembre | Itzy                         | "Not Shy (en)"                  | 6,866                        |
| 682     | 17 septembre | Itzy                         | "Not Shy (en)"                  | 7,443                        |
| 683     | 24 septembre | Stray Kids                   | "Back Door"                     | 7,086                        |
| 684     | 1er octobre  | The Boyz                     | "The Stealer"                   |                              |
| 685     | 8 octobre    | The Boyz                     | "The Stealer"                   | 5,432                        |
| 686     | 15 octobre   | Blackpink                    | "Lovesick Girls"                | 8,691                        |
| 687     | 22 octobre   | NCT                          | "Make A Wish (Birthday Song)"   | 7,552                        |
| 688     | 29 octobre   | Seventeen                    | "Home;Run"                      | 7,724                        |
| 689     | 5 novembre   | Twice                        | "I Can't Stop Me (en)"          | 9,065                        |
| 690     | 12 novembre  | Twice                        | "I Can't Stop Me (en)"          |                              |
| 691     | 19 novembre  | Mamamoo                      | "Aya"                           |                              |
| —       | 26 novembre  | Édition Spéciale (MAMA 2020) | Édition Spéciale (MAMA 2020)    | Édition Spéciale (MAMA 2020) |
| —       | 3 décembre   | Édition Spéciale (MAMA 2020) | Édition Spéciale (MAMA 2020)    | Édition Spéciale (MAMA 2020) |
| —       | 10 décembre  | Édition Spéciale (MAMA 2020) | Édition Spéciale (MAMA 2020)    | Édition Spéciale (MAMA 2020) |
| 692     | 17 décembre  | Iz*One                       | "Panorama (en)"                 | 9,364                        |
| 693     | 24 décembre  | Iz*One                       | "Panorama (en)"                 |                              |
| —       | 31 décembre  | Pas d'émission / gagnant     | Pas d'émission / gagnant        | Pas d'émission / gagnant     |

### 2021
| Épisode | Date         | Artiste                      | Chanson                            | Points                       |
| ------- | ------------ | ---------------------------- | ---------------------------------- | ---------------------------- |
| —       | 7 janvier    | Pas d'émission / gagnant     | Pas d'émission / gagnant           | Pas d'émission / gagnant     |
| 694     | 14 janvier   | Rain et JYP                  | "Switch To Me"                     | 5,886                        |
| 695     | 21 janvier   | (G)I-dle                     | "Hwaa (en)"                        | 9,594                        |
| 696     | 28 janvier   | (G)I-dle                     | "Hwaa (en)"                        | 7,725                        |
| 697     | 4 février    | (G)I-dle                     | "Hwaa (en)"                        | 7,173                        |
| —       | 11 février   | Pas d'émission / gagnant     | Pas d'émission / gagnant           | Pas d'émission / gagnant     |
| 698     | 18 février   | Kim Woo-seok                 | "Sugar"                            | 6,747                        |
| 699     | 25 février   | Kang Daniel                  | "Paranoia"                         | 8,599                        |
| 700     | 4 mars       | SHINee                       | "Don’t Call Me"                    | 10,990                       |
| 701     | 11 mars      | SHINee                       | "Don’t Call Me"                    | 7,505                        |
| 702     | 18 mars      | Brave Girls                  | "Rollin' (en)"                     | 6,347                        |
| 703     | 25 mars      | Rosé                         | "On the Ground (en)"               |                              |
| 704     | 1er avril    | IU                           | "Lilac"                            | 7,064                        |
| 705     | 8 avril      | Rosé                         | "On the Ground (en)"               | 7,483                        |
| 706     | 15 avril     | Astro                        | "One"                              | 9,097                        |
| —       | 22 avril     | Pas d'émission / gagnant     | Pas d'émission / gagnant           | Pas d'émission / gagnant     |
| 707     | 29 avril     | NU'EST                       | "Inside Out"                       | 7,700                        |
| 708     | 6 mai        | Itzy                         | "In the Morning (en)"              | 6,120                        |
| 709     | 13 mai       | Itzy                         | "In the Morning (en)"              | 8,526                        |
| 710     | 20 mai       | NCT Dream                    | "Hot Sauce (en)"                   | 10,800                       |
| 711     | 27 mai       | NCT Dream                    | "Hot Sauce (en)"                   | 8,275                        |
| 712     | 3 juin       | NCT Dream                    | "Hot Sauce (en)"                   | 6,723                        |
| 713     | 10 juin      | TXT                          | "0X1=Lovesong (I Know I Love You)" | 6,770                        |
| 714     | 17 juin      | Twice                        | "Alcohol-Free (en)"                | 10,123                       |
| 715     | 24 juin      | Twice                        | "Alcohol-Free (en)"                |                              |
| 716     | 1er juillet  | SEVENTEEN                    | "Ready to Love"                    | 7,932                        |
| 717     | 8 juillet    | NCT Dream                    | "Hello Future"                     | 7,915                        |
| 718     | 15 juillet   | NCT Dream                    | "Hello Future"                     | 7,002                        |
| —       | 22 juillet   | Pas d'émission / gagnant     | Pas d'émission / gagnant           | Pas d'émission / gagnant     |
| 719     | 29 juillet   | Soyeon                       | "Beam Beam (en)"                   | 9,322                        |
| —       | 5 août       | Pas d'émission / gagnant     | Pas d'émission / gagnant           | Pas d'émission / gagnant     |
| 720     | 12 août      | Somi                         | "Dumb Dumb (en)"                   | 7,125                        |
| 721     | 19 août      | The Boyz                     | "Thrill Ride"                      |                              |
| 722     | 26 août      | Red Velvet                   | "Queendom"                         | 9,345                        |
| 723     | 2 septembre  | Stray Kids                   | "Thunderous (en)"                  | 7,180                        |
| 724     | 9 septembre  | Stray Kids                   | "Thunderous (en)"                  | 9,421                        |
| 725     | 16 septembre | StayC                        | "Stereotype (en)"                  | 8,146                        |
| 726     | 23 septembre | NCT 127                      | "Sticker"                          |                              |
| 727     | 30 septembre | NCT 127                      | "Sticker"                          | 8,755                        |
| 728     | 7 octobre    | NCT 127                      | "Sticker"                          | 9,200                        |
| 729     | 14 octobre   | Itzy                         | "Loco (en)"                        | 6,215                        |
| —       | 21 octobre   | Pas d'émission               | Pas d'émission                     | Pas d'émission               |
| 730     | 28 octobre   | Seventeen                    | "Rock With You"                    | 6,380                        |
| 731     | 4 novembre   | NCT 127                      | "Favourite (Vampire)"              | 7,549                        |
| 732     | 11 novembre  | NCT 127                      | "Favourite (Vampire)"              | 7,690                        |
| —       | 18 novembre  | Pas d'émission               | Pas d'émission                     | Pas d'émission               |
| 733     | 25 novembre  | Édition Spéciale (MAMA 2021) | Édition Spéciale (MAMA 2021)       | Édition Spéciale (MAMA 2021) |
| 734     | 2 décembre   | Édition Spéciale (MAMA 2021) | Édition Spéciale (MAMA 2021)       | Édition Spéciale (MAMA 2021) |
| —       | 9 décembre   | Pas d'émission               | Pas d'émission                     | Pas d'émission               |
| —       | 16 décembre  | Pas d'émission               | Pas d'émission                     | Pas d'émission               |
| —       | 23 décembre  | Pas d'émission               | Pas d'émission                     | Pas d'émission               |
| —       | 30 décembre  | Pas d'émission               | Pas d'émission                     | Pas d'émission               |

### 2022
| Épisode | Date          | Artiste              | Chanson                                        | Points         |
| ------- | ------------- | -------------------- | ---------------------------------------------- | -------------- |
| —       | 6 janvier     | Pas d'émission       | Pas d'émission                                 | Pas d'émission |
| 735     | 13 janvier    | Kep1er               | "Wa Da Da (en)"                                | 6 500          |
| 736     | 20 janvier    | Kep1er               | "Wa Da Da (en)"                                | 6 569          |
| 737     | 27 janvier    | Wheein               | "Make Me Happy"                                | 7 220          |
| 738     | 3 février     | Got the Beat (en)    | "Step Back (en)"                               | —              |
| 739     | 10 février    | Yena                 | "Smiley"                                       | 8 097          |
| 740     | 17 février    | Viviz                | "Bop Bop! (en)"                                | 6 564          |
| 741     | 24 février    | Taeyeon              | "INVU (en)"                                    | 9 676          |
| 742     | 3 mars        | BtoB                 | "The Song"                                     | 8 976          |
| 743     | 10 mars       | StayC                | "Run2U (en)"                                   | —              |
| 744     | 17 mars       | StayC                | "Run2U (en)"                                   | 6 569          |
| 745     | 24 mars       | (G)I-dle             | "Tomboy (en)"                                  | 8 259          |
| 746     | 31 mars       | (G)I-dle             | "Tomboy (en)"                                  | 7 688          |
| 747     | 7 avril       | NCT Dream            | "Glitch Mode (en)"                             | 7 536          |
| 748     | 14 avril      | Big Bang             | "Still Life (en)"                              | 8 181          |
| 749     | 21 avril      | Big Bang             | "Still Life (en)"                              | 8 216          |
| 750     | 28 avril      | Big Bang             | "Still Life (en)"                              | 8 256          |
| 751     | 5 mai         | Ive                  | "Love Dive (en)"                               | 7 520          |
| 752     | 12 mai        | Lim Young-woong (en) | "If We Ever Meet Again"                        | 8 896          |
| 753     | 19 mai        | PSY                  | "That That (en)"                               | —              |
| 754     | 26 mai        | ASTRO                | "Candy Sugar Pop"                              | 8 434          |
| 755     | 2 juin        | SEVENTEEN            | "Hot"                                          | 7 718          |
| 756     | 9 juin        | NCT Dream            | "Beatbox (en)"                                 | —              |
| 757     | 16 juin       | BTS                  | "Yet to Come (The Most Beautiful Moment) (en)" | 10 333         |
| 758     | 23 juin       | BTS                  | "Yet to Come (The Most Beautiful Moment) (en)" | 11 000         |
| 759     | 30 juin       | BTS                  | "Yet to Come (The Most Beautiful Moment) (en)" | 9 037          |
| 760     | 7 juillet     | fromis_9             | "Stay This Way (en)"                           | 9 262          |
| 761     | 14 juillet    | Nayeon               | "Pop! (en)"                                    | 7 266          |
| 762     | 21 juillet    | æspa                 | "Girls (en)"                                   | 7 741          |
| 763     | 28 juillet    | SEVENTEEN            | "_World"                                       | 10 633         |
| 764     | 4 août        | SEVENTEEN            | "_World"                                       | 6 746          |
| 765     | 11 août       | Itzy                 | "Sneakers (en)"                                | 7 944          |
| 766     | 18 août       | NewJeans             | "Attention (en)"                               | —              |
| 767     | 25 août       | BLACKPINK            | "Pink Venom"                                   | 7 951          |
| 768     | 1er septembre | BLACKPINK            | "Pink Venom"                                   | 9 071          |
| 769     | 8 septembre   | BLACKPINK            | "Pink Venom"                                   | 9 033          |
| 770     | 15 septembre  | IVE                  | "After Like (en)"                              | —              |
| 771     | 22 septembre  | BLACKPINK            | "Shut Down"                                    | 9 316          |
| 772     | 29 septembre  | BLACKPINK            | "Shut Down"                                    | 8 377          |
| 773     | 6 octobre     | BLACKPINK            | "Shut Down"                                    | 9 468          |
| 774     | 13 octobre    | Stray Kids           | "Case 143 (en)"                                | 7 658          |
| 775     | 20 octobre    | Stray Kids           | "Case 143 (en)"                                | 10 756         |
| 776     | 27 octobre    | (G)I-dle             | "Nxde (en)"                                    | —              |
| —       | 3 novembre    | Pas d'émission       | Pas d'émission                                 | Pas d'émission |
| 777     | 10 novembre   | Jin                  | "The Astronaut"                                | —              |
| —       | 17 novembre   | Pas d'émission       | Pas d'émission                                 | Pas d'émission |
| —       | 24 novembre   | Pas d'émission       | Pas d'émission                                 | Pas d'émission |
| —       | 1er décembre  | Pas d'émission       | Pas d'émission                                 | Pas d'émission |
| —       | 8 décembre    | Pas d'émission       | Pas d'émission                                 | Pas d'émission |
| —       | 15 décembre   | Pas d'émission       | Pas d'émission                                 | Pas d'émission |
| —       | 22 décembre   | Pas d'émission       | Pas d'émission                                 | Pas d'émission |
| 778     | 29 décembre   | NCT Dream            | "Candy"                                        | 6 323          |

### 2023
- 26 janvier : diffusion de moments forts, résultats publié sur le site officiel
- Les performances du 6 avril proviennent de la KCON 2023 en Thaïlande
- Les performances du 15 juin proviennent de la KCON 2023 au Japon
- 17 août : diffusion de faits saillants, résultats publié sur le site officiel

| Épisode | Date         | Artiste                         | Chanson                     | Points         |
| ------- | ------------ | ------------------------------- | --------------------------- | -------------- |
| —       | 5 janvier    | Pas d'émission                  | Pas d'émission              | Pas d'émission |
| 779     | 12 janvier   | NewJeans                        | "OMG (en)"                  | 7 834          |
| 780     | 19 janvier   | Taeyang                         | "Vibe (en)"                 | 5 737          |
| 781     | 26 janvier   | NewJeans                        | "OMG (en)"                  | —              |
| 782     | 2 février    | TXT                             | "Sugar Rush Ride (en)"      | 6 870          |
| 783     | 9 février    | TXT                             | "Sugar Rush Ride (en)"      | 9 489          |
| 784     | 16 février   | BSS                             | "Fighting (en)"             | 10 669         |
| 785     | 23 février   | BSS                             | "Fighting (en)"             | 8 894          |
| 786     | 2 mars       | BSS                             | "Fighting (en)"             | 8 265          |
| 787     | 9 mars       | J-Hope                          | "On the Street (en)"        | 8 500          |
| 788     | 16 mars      | J-Hope                          | "On the Street (en)"        | 7 767          |
| 789     | 23 mars      | Jimin                           | "Set Me Free Pt. 2 (en)"    | 8 414          |
| 790     | 30 mars      | Jimin                           | Like Crazy (en)"            | 9 855          |
| 791     | 6 avril      | Jimin                           | Like Crazy (en)"            | —              |
| 792     | 13 avril     | Jisoo                           | "Flower (en)"               | 8 890          |
| 793     | 20 avril     | IVE                             | "I AM (en)"                 | 8 941          |
| 794     | 27 avril     | IVE                             | "I AM (en)"                 | 7 139          |
| 795     | 4 mai        | Seventeen                       | "Super (en)"                | 9 603          |
| 796     | 11 mai       | Le Sserafim (feat.Nile Rodgers) | "Unforgiven (en)"           | 8 575          |
| 797     | 18 mai       | aespa                           | "Spicy (en)"                | 8 207          |
| 798     | 25 mai       | (G)I-dle                        | "Queencard (en)"            | 9 207          |
| 799     | 1er juin     | Enhypen                         | "Bite Me"                   | 8 813          |
| 800     | 8 juin       | Stray Kids                      | "S-Class (en)"              | 6 720          |
| 801     | 15 juin      | Stray Kids                      | "S-Class (en)"              | —              |
| 802     | 22 juin      | BTS                             | "Take Two (en)"             | 7 500          |
| 803     | 29 juin      | BTS                             | "Take Two (en)"             | 7 750          |
| 804     | 6 juillet    | BTS                             | "Take Two (en)"             | 7 671          |
| 805     | 13 juillet   | NewJeans                        | "Super Shy (en)"            | 5 848          |
| 806     | 20 juillet   | Jungkook (feat.Latto)           | "Seven (en)"                | 6 068          |
| 807     | 27 juillet   | Jungkook (feat.Latto)           | "Seven (en)"                | 7 606          |
| 808     | 3 août       | Jungkook (feat.Latto)           | "Seven (en)"                | 7 737          |
| 809     | 10 août      | NewJeans                        | "ETA (en)"                  | 6 136          |
| 810     | 17 août      | NewJeans                        | "ETA (en)"                  | —              |
| 811     | 24 août      | V                               | "Love Me Again (en)"        | 7 864          |
| 812     | 31 août      | V                               | "Love Me Again (en)"        | 7 751          |
| 813     | 7 septembre  | V                               | "Love Me Again (en)"        | 7 618          |
| 814     | 14 septembre | V                               | "Slow Dancing (en)"         | 9 557          |
| 815     | 21 septembre | V                               | "Slow Dancing (en)"         | 9 096          |
| 816     | 28 septembre | V                               | "Slow Dancing (en)"         | —              |
| 817     | 5 octobre    | Jungkook (feat.Jack Harlow)     | "3D (en)"                   | —              |
| 818     | 12 octobre   | Jungkook (feat.Jack Harlow)     | "3D (en)"                   | 8 436          |
| 819     | 19 octobre   | Jungkook (feat.Jack Harlow)     | "3D (en)"                   | 7 874          |
| 820     | 26 octobre   | IVE                             | "Baddie (en)"               | —              |
| 821     | 2 novembre   | Seventeen                       | "God of Music"              | —              |
| 822     | 9 novembre   | Jungkook                        | "Standing Next to You (en)" | 9 622          |
| 823     | 16 novembre  | Jungkook                        | "Standing Next to You (en)" | 8 237          |
| —       | 23 novembre  | Pas d'émission                  | Pas d'émission              | Pas d'émission |
| —       | 30 novembre  | Pas d'émission                  | Pas d'émission              | Pas d'émission |
| —       | 7 décembre   | Pas d'émission                  | Pas d'émission              | Pas d'émission |
| —       | 14 décembre  | Pas d'émission                  | Pas d'émission              | Pas d'émission |
| —       | 21 décembre  | Pas d'émission                  | Pas d'émission              | Pas d'émission |
| —       | 28 décembre  | Pas d'émission                  | Pas d'émission              | Pas d'émission |

### 2024
| Épisode | Date         | Artiste             | Chanson                              | Points         |
| ------- | ------------ | ------------------- | ------------------------------------ | -------------- |
| —       | 4 janvier    | Pas d'émission      | Pas d'émission                       | Pas d'émission |
| 824     | 11 janvier   | Jimin               | "Closer Than This"                   | 7 500          |
| 825     | 18 janvier   | Riize               | "Love 119"                           | 8 174          |
| 826     | 25 janvier   | NMIXX               | "Dash (en)"                          | 9 338          |
| 827     | 1er février  | IU                  | "Love Wins All (en)"                 | 7 443          |
| 828     | 8 février    | (G)I-dle            | "Super Lady (en)"                    | 8 780          |
| 829     | 15 février   | (G)I-dle            | "Super Lady (en)"                    | —              |
| 830     | 22 février   | (G)I-dle            | "Super Lady (en)"                    | 7 268          |
| 831     | 29 février   | Le Sserafim         | "Easy (en)"                          | 9 428          |
| 832     | 7 mars       | Le Sserafim         | "Easy (en)"                          | 8 502          |
| 833     | 14 mars      | Le Sserafim         | "Easy (en)"                          | 7 900          |
| 834     | 21 mars      | V                   | "Fri(end)s"                          | 7 950          |
| 835     | 28 mars      | V                   | "Fri(end)s"                          | 7 767          |
| 836     | 4 avril      | NCT Dream           | "Smoothie"                           | 7 189          |
| 837     | 11 avril     | Tomorrow X Together | "Deja Vu"                            | 6 402          |
| 838     | 18 avril     | Illit               | "Magnetic (en)"                      | 6 676          |
| 839     | 25 avril     | Illit               | "Magnetic (en)"                      | 6 262          |
| 840     | 2 mai        | BabyMonster         | "Sheesh (en)"                        | 8 802          |
| 841     | 9 mai        | Seventeen           | "Maestro (en)"                       | —              |
| 842     | 16 mai       | Seventeen           | "Maestro (en)"                       | 6 797          |
| 843     | 23 mai       | Aespa               | "Supernova (en)"                     | 7 214          |
| 844     | 30 mai       | Aespa               | "Supernova (en)"                     | 7 960          |
| 845     | 6 juin       | Aespa               | "Armageddon (en)"                    | 8 634          |
| 846     | 13 juin      | Aespa               | "Armageddon (en)"                    | 7 512          |
| 847     | 20 juin      | Aespa               | "Armageddon (en)"                    | 6 291          |
| 848     | 27 juin      | Riize               | "Boom Boom Bass (en)"                | 8 839          |
| 849     | 4 juillet    | Lee Young-ji (en)   | "Small Girl"                         | 6 031          |
| 850     | 11 juillet   | Jimin               | "Smeraldo Garden Marching Band (en)" | 7 574          |
| 851     | 18 juillet   | Jimin               | "Smeraldo Garden Marching Band (en)" | 6 966          |
| 852     | 25 juillet   | Stray Kids          | "Chk Chk Boom (en)"                  | —              |
| —       | 1er août     | Pas d'émission      | Pas d'émission                       | Pas d'émission |
| 853     | 8 août       | Jimin               | "Who (en)"                           | 8 907          |
| 854     | 15 août      | Jimin               | "Who (en)"                           | —              |
| 855     | 22 août      | Fromis 9            | "Supersonic (en)"                    | 9 953          |
| 856     | 29 août      | Nmixx               | "See That? (en)"                     | 10 293         |
| 857     | 5 septembre  | Zerobaseone         | "Good So Bad"                        | 8 790          |
| 858     | 12 septembre | Le Sserafim         | "Crazy (en)"                         | 7 694          |
| 859     | 19 septembre | Le Sserafim         | "Crazy (en)"                         | —              |
| 860     | 26 septembre | Le Sserafim         | "Crazy (en)"                         | 6 608          |
| 865     | 3 octobre    | Yeonjun             | "Ggum (en)"                          | 6 642          |
| 866     | 10 octobre   | QWER                | "My Name is Malgeum"                 | 6 118          |
| 867     | 17 octobre   | Jennie              | "Mantra (en)"                        | 7 894          |
| 868     | 24 octobre   | Rosé et Bruno Mars  | "Apt. (en)"                          | 6 707          |
| 869     | 31 octobre   | Rosé et Bruno Mars  | "Apt. (en)"                          | —              |
| —       | 7 novembre   | Pas d'émission      | Pas d'émission                       | Pas d'émission |
| —       | 14 novembre  | Pas d'émission      | Pas d'émission                       | Pas d'émission |
| —       | 21 novembre  | Pas d'émission      | Pas d'émission                       | Pas d'émission |
| —       | 28 novembre  | Pas d'émission      | Pas d'émission                       | Pas d'émission |
| —       | 5 décembre   | Pas d'émission      | Pas d'émission                       | Pas d'émission |
| —       | 12 décembre  | Pas d'émission      | Pas d'émission                       | Pas d'émission |
| —       | 19 décembre  | Pas d'émission      | Pas d'émission                       | Pas d'émission |
| —       | 26 décembre  | Pas d'émission      | Pas d'émission                       | Pas d'émission |

## Artistes avec le plus de victoires
| Place           | Artistes          | Nombre de victoires |
| --------------- | ----------------- | ------------------- |
| 1re             | Big Bang          | 26                  |
| 2d              | Twice             | 25                  |
| 3e              | Exo               | 19                  |
| 4e              | Red Velvet        | 16                  |
| 5e              | Girls' Generation | 15                  |
| au 1er mai 2023 |                   |                     |